# ديمشهر (أيسين)
دیمشهر (بالفارسية: دیمشهرخورگو) هي قرية تقع في إيران في قسم أيسين الريفي. يقدر عدد سكانها بـ 0 نسمة بحسب إحصاء 2016.